# کینتسهایم
کینتسهایم (به فرانسوی: Kintzheim) یک کمون در فرانسه با جمعیت ۱٬۵۳۹ نفر است که در Canton of Sélestat واقع شده‌است.